# Яньмэнь

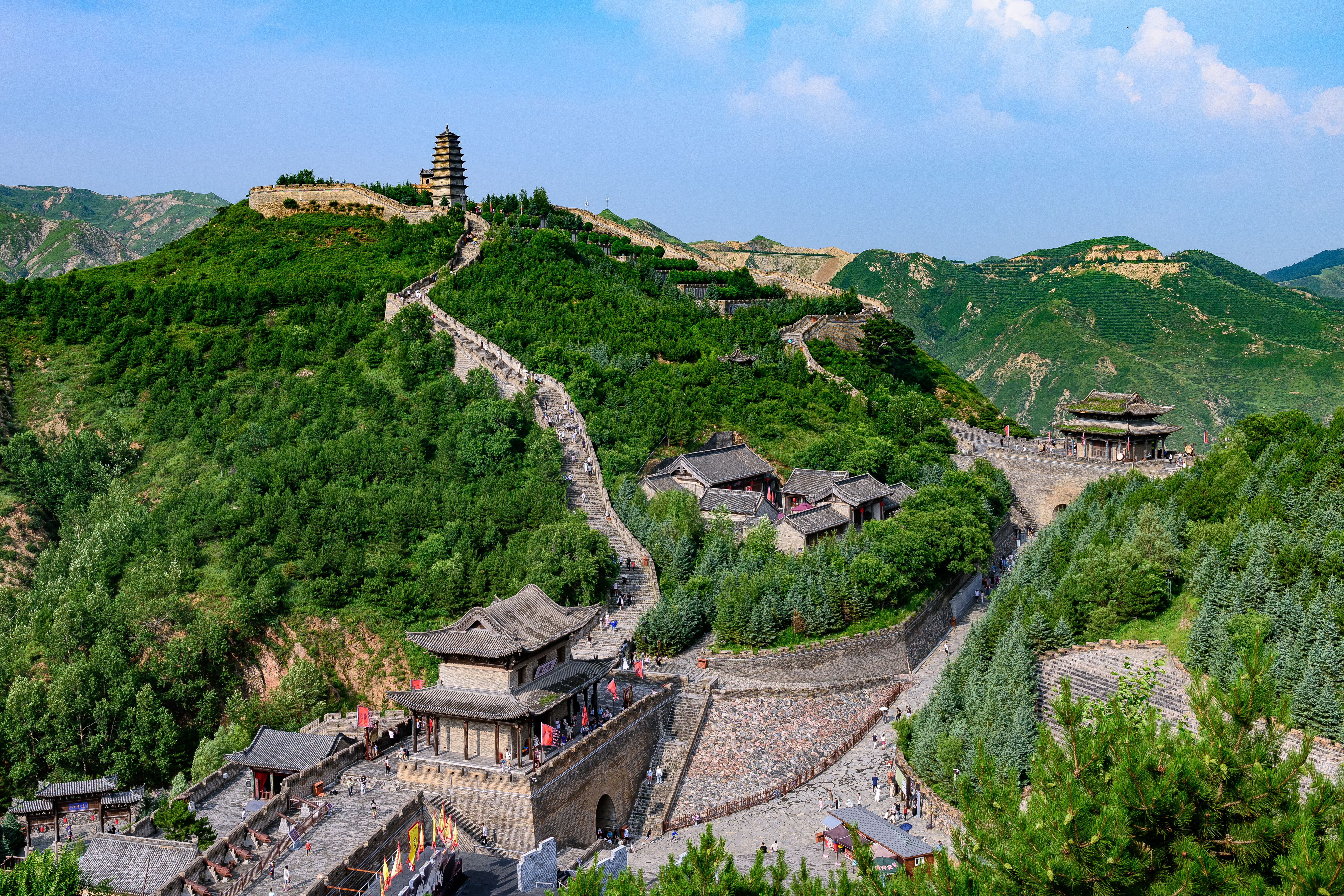
Застава Яньмэнь

Яньмэнь (кит. упр. 雁門, пиньинь Yànmén — «Врата гусей [гонцов в переносном смысле]») — в своё время уезд (и даже округ) и стратегический перевал через горы Хэншань в провинции Шаньси между нынешним уездным центром Дайсянь (代县) и античным городом Гуанъу (广武).
По горной гряде Великой Китайской стеной проходила граница между династиями Ляо и Сун. Множество битв происходило на перевале Яньмэнь, например, в 615 г. н. э. здесь попал в окружение тюрков и вырвался из него император Ян-ди (случай из «Суй-шу» — истории династии Суй). Сохранились руины крепостей, а обнесённый стеной город Гуанъу являет собой редкий пример, когда город так и не развился дальше своей стены.
В Яньмэнь также родился Хуэйюань — основоположник буддийской школы Цзинту.